# Hilda Lorimer
Elizabeth Hilda Lockhart Lorimer (Edimburgo, Escocia, 30 de mayo de 1873 - 1 de marzo de 1954) fue una académica británica clásica de la Universidad de Oxford. Su especialidad era la arqueología homérica y la antigua Grecia, pero también publicó sobre Turquía, Albania y el área que más tarde se convirtió en Yugoslavia. Fue subdirectora del Somerville College durante la Segunda Guerra Mundial.

## Biografía
Lorimer nació el 30 de mayo de 1873 en Edimburgo, Escocia. Fue la segunda de ocho hijos del reverendo Robert Lorimer, ministro de la Iglesia Libre de Escocia, e Isabella Lockhart. Su hermano David Lockhart Robertson Lorimer era teniente coronel en el ejército indio británico, lingüista y funcionario político en el gobierno indio británico. Sus hermanos Gordon y Bert trabajaron en la administración civil en el Servicio Político Indio. Otro, William, se convirtió en profesor de clásicos en Universidad de Saint Andrews. Su hermana Emilia era poeta, y su otra hermana Florence, secretaria personal de Aurel Stein en el Museo Británico. Se cree que ya hablaba griego y latín antiguo a la edad de cinco años. No usó su primer nombre; su familia la llamó Hiddo; y en Oxford llegó a ser conocida como Highland Hilda debido a su origen escocés.
Lorimer asistió a la High School of Dundee en Escocia desde 1889 hasta 1893. Se le otorgó una beca para el Girton College en la Universidad de Cambridge.

## Trayectoria profesional
En 1896, se convirtió en becaria y tutora de Clásicos en Somerville College, colegio de la Universidad de Oxford, y allí desarrolló su carrera profesional. En Somerville, tuvo poco contacto con sus colegas.
Era una lingüista latina experta, pero en Oxford sus intereses se dirigiron a la arqueología. Durante un año sabático en 1901 asistió a la Escuela Británica en Atenas y se centró sobre todo en la arqueología homérica, en el estudio de las civilizaciones antiguas conocidas a través de los poemas de Homero. En 1911, participó en excavaciones del yacimiento arqueológico de Pilakopi en Milo. Dorothy Lamb, Lillian Tenant y Lorimer fueron las primeras mujeres en participar en una excavación realizada por la Escuela Británica en Atenas. La excavación, dirigida por Richard MacGillivray Dawkins, director de la Escuela Británica, se llevó a cabo de marzo a mayo de 1911.
En 1917 fue a Salónica como auxiliar de enfermería en el Scottish Women's Hospital (the Girton y Newnham Unit). Regresó a Atenas en 1922 y se convirtió en profesora universitaria en Oxford de 1929 a 1937. Se retiró en 1939, pero regresó como subdirectora del Somerville College durante la Segunda Guerra Mundial.
Murió el 1 de marzo de 1954 y está enterrada con sus hermanos en el cementerio de Warriston en el norte de Edimburgo.

## Obras
Lorimer publicó numerosos estudios homéricos a lo largo de su carrera, pero la publicación de su trabajo más importante, Homero y los Monumentos, se retrasó hasta 1950 debido a la Segunda Guerra Mundial.